# Denver Broncos 2002
La stagione 2002 dei Denver Broncos è stata la 33ª della franchigia nella National Football League, la 43ª complessiva e la 9ª con Mike Shanahan come capo-allenatore.
Con il ritiro di Terrell Davis in pre-stagione, Denver dovette affidarsi al rookie Clinton Portis, che portò nuova linfa al gioco sulle corse. Malgrado la sua presenza, tuttavia, i Broncos terminarono con un record di 9-7, mancando di poco l'accesso ai playoff.

## Roster
| Roster dei Denver Broncos nel 2002 |
| --- |
| Quarterback - 11 Steve Beuerlein - 14 Brian Griese - 17 Jarious Jackson Running Back - 38 Mike Anderson - 34 Reuben Droughns - 26 Clinton Portis Wide Receiver - 82 Herb Haygood - 85 Ashley Lelie - 87 Ed McCaffrey - 83 Scottie Montgomery - 80 Rod Smith Tight End - 88 Jeb Putzier - 84 Shannon Sharpe Offensive Linemen - 71 Blake Brockermeyer T - 65 Cooper Carlisle G - 50 Ben Hamilton G - 78 Matt Lepsis T - 66 Tom Nalen C - 74 Ephraim Salaam T - 62 Dan Neil G Defensive Linemen - 92 Bertrand Berry DE - 91 Lional Dalton DT - 98 Reggie Hayward DE - 91 Chester McGlockton DT - 75 Monsanto Pope DT - 93 Trevor Pryce DT Linebacker - 55 Keith Burns - 52 Ian Gold - 51 John Mobley - 59 Donnie Spragan OLB - 56 Al Wilson MLB Defensive Back - 31 Kelly Herndon - 28 Kenoy Kennedy SS - 24 Deltha O'Neal CB - 33 Jimmy Spencer CB - 37 Tyrone Poole CB - 43 Izell Reese FS - 35 Lenny Walls CB Special Team - 1 Jason Elam K - 4 Micah Knorr P Lista delle riserve - 64 Lennie Friedman G |
| Legenda - I rookie sono in corsivo. - Il primo ruolo è il principale mentre gli eventuali successivi indicano i ruoli secondari. - (IR) sta per Injured Reserve ed indica la lista ristretta per un solo giocatore infortunato che può tornare ad allenarsi dopo la settimana 6 e a rientrare in prima squadra dopo che questa ha giocato 8 partite. - (NF-Inj.) / (NF-Ill.) stanno rispettivamente per Non-Football Injured e Non-Football Illness ed indicano le liste dove viene inserito un giocatore che ha un infortunio o una malattia non dipendente dal football americano. - (PUP) sta per Physically Unable to Perform ed indica la lista dove viene inserito un giocatore mentre è in attesa di recuperare la condizione fisica. Nella stagione regolare dopo la sesta partita giocata dalla propria squadra, il giocatore ha tempo tre settimane per riprendere ad allenarsi, più tre settimane aggiuntive dal suo rientro agli allenamenti per rientrare in prima squadra.                  |

## Calendario
| Turno | Data               | Avversario              | Risultato          | Network            | Ora (MT)           | Pubblico           |
| ----- | ------------------ | ----------------------- | ------------------ | ------------------ | ------------------ | ------------------ |
| 1     | 8/9/2002           | St. Louis Rams          | V 23–16            | FOX                | 2:15pm             | 75,710             |
| 2     | 15/9/2002          | at San Francisco 49ers  | V 24–14            | CBS                | 2:15pm             | 67,685             |
| 3     | 22/9/2002          | Buffalo Bills           | V 28–23            | CBS                | 2:15pm             | 75,359             |
| 4     | 30/9/2002          | at Baltimore Ravens     | S 34–23            | ABC                | 7:00pm             | 69,538             |
| 5     | 6/10/2002          | San Diego Chargers      | V 26–9             | CBS                | 2:15pm             | 75,065             |
| 6     | 13/10/2002         | Miami Dolphins          | S 24–22            | ESPN               | 6:30pm             | 75,941             |
| 7     | 20/10/2002         | at Kansas City Chiefs   | V 37–34            | CBS                | 11:00am            | 78,446             |
| 8     | 27/10/2002         | at New England Patriots | V 24–16            | CBS                | 2:15pm             | 68,436             |
| 9     | Settimana di pausa | Settimana di pausa      | Settimana di pausa | Settimana di pausa | Settimana di pausa | Settimana di pausa |
| 10    | 11/11/2002         | Oakland Raiders         | S 34–10            | ABC                | 7:00pm             | 76,643             |
| 11    | 17/11/2002         | at Seattle Seahawks     | V 31–9             | CBS                | 2:15pm             | 65,495             |
| 12    | 24/11/2002         | Indianapolis Colts      | S 23–20            | ESPN               | 6:30pm             | 75,075             |
| 13    | 1/12/2002          | at San Diego Chargers   | S 30–27            | CBS                | 2:15pm             | 66,357             |
| 14    | 8/12/2002          | at New York Jets        | S 19–13            | CBS                | 2:15pm             | 78,521             |
| 15    | 15/12/2002         | Kansas City Chiefs      | V 31–24            | CBS                | 2:15pm             | 75,947             |
| 16    | 22/12/2002         | at Oakland Raiders      | S 28–16            | CBS                | 2:15pm             | 62,592             |
| 17    | 29/12/2002         | Arizona Cardinals       | V 37–7             | FOX                | 2:15pm             | 75,164             |

## Classifiche
| AFC West            | AFC West | AFC West | AFC West | AFC West | AFC West | AFC West | AFC West | AFC West | AFC West |
|                     | V        | S        | P        | %        | DIV      | CONF     | PF       | PS       | Str.     |
| ------------------- | -------- | -------- | -------- | -------- | -------- | -------- | -------- | -------- | -------- |
| (1) Oakland Raiders | 11       | 5        | 0        | .688     | 4–2      | 9–3      | 450      | 304      | V2       |
| Denver Broncos      | 9        | 7        | 0        | .563     | 3–3      | 5–7      | 392      | 344      | V1       |
| San Diego Chargers  | 8        | 8        | 0        | .500     | 3–3      | 6–6      | 333      | 367      | S4       |
| Kansas City Chiefs  | 8        | 8        | 0        | .500     | 2–4      | 6–6      | 467      | 399      | S1       |

## Premi
- Clinton Portis:

rookie offensivo dell'anno